# Kernavė
Kernavė je bio srednjovjekovna prijestolnica Litvanskog vojvodstva koje je danas samo selo s oko 318 stanovnika, ali i arheološki lokalitet i velika turistička atrakcija. Nalazi se u blizini gradina (zemljana utvrda) zvanih piliakalnis na zavoju rijeke Vilija u dolini Pajauta u općini Širvintos, 35 km od Vilniusa, jugoistočna Litva. 
Litvanski državni kulturni rezervat Kernavė je osnovan 2003. godine, a 2004. god. upisan je na UNESCO-ov popis mjesta svjetske baštine u Europi kao 

## Povijest
Područje Kernavėa je bilo naseljeno još od paleolita, ali se broj stanovnika bitno povećao tijekom mezolita i neolita. Iz metalnog doba tu se nalazi skrivena cesta preko močvare prekrivena drvenim daskama (medgrinda) koja se koristila za opskrbu zemljanih obrambenih zidina od 4. do 7. stoljeća.
Grad Kernavė se prvi put spominje 1279. godine kao prijestolnica velikog vojvode Traidenisa koju su opsjedali Teutonski vitezovi. God. 1390., tijekom tzv. Litvanskog građanskog rata (1389. – 1392.), Teutonci su spalili cijeli grad i dvorac u dolini Pajauta, nakon čega su se stanovnici odselili na brda, a grad se nikada nije obnovio. Tijekom vremena prekrio ga je sloj zemlje koji je stvorio sloj treseta. Treset je sačuvao većinu gradskih ostataka netaknutima, zbog čega arheolozi nazivaju Kernavė "Litvanskom Trojom".
Tijekom litvanskog narodnog preporoda u 19. stoljeću, romantičarski pisac Feliks Bernatowicz je izazvao zanimanje javnosti za ovaj stari izgubljeni grad i uskoro je braća Tyszkiewicz iskopala gradine, da bi 1859. godine cijeli lokalitet otkrio Władysław Syrokomla. Vilniuško sveučilište je nastavilo arheološka iskapanja 1979. i opet 1980. – 83. godine.

## Poveznice
- Povijest Litve

## Vanjske poveznice
- Službena stranica Arhivirana inačica izvorne stranice od 6. veljače 2012. (Wayback Machine) (engl.)
- Turističke informacije (engl.)
- Fotografije na flickr.com

### Ostali projekti
|  | Zajednički poslužitelj ima još gradiva o temi Kernavė |